# Storgatan (Umeå)
Storgatan  (česky Hlavní ulice nebo doslova Velká ulice) je jednou z nejdelších ulic města Umeå, dlouhá asi 4 kilometry. Spojuje centrální oblasti na severním břehu řeky Ume. Začíná u starých hranic města (potok Tvärån, levostranný přítok řeky Ume) na západě až po Umeå östra station (Východní nádraží) v blízkosti fakultní nemocnice  Norrlands universitetssjukhus na východě. Za Tvärånem začíná na kruhovém objezdu, odkud je spojení do čtvrtí Grubbe, Grisbacka a Backen. Podél ulice je řada architektonických památek města, stejně jako pět hlavních městských parků. V roce 2006 po ulici projíždělo v průměru 8900 vozidel denně.

## Historie
V době založení města Umeå v roce 1622, na severní straně řeky Ume byl uplatněn vzor mřížky s dvěma podélnými ulicemi souběžně s řekou a pěti na sebe kolnými uličkami, které vedly až k řece. Jižní ulice (dnes Storgatan) pokračuje za hranicemi města jako Kustlandsvägen (pobřežní silnice). Kustlandsvägen nebo Norrstigen je stará silnice podél pobřeží vedoucí ze Stockholmu do Tornia, od Robacku k přechodu přes řeku Ume u Backenkyrkanu do Umeå a dále kolem Nydalasjönsu na Innertavle.
V roce 1780 byla ulice vydlážděna a v roce 1782 domy podél ní obdržely čísla, protože bylo rozhodnuto, že všechny domy a farmy v Umeå by měly být očíslovány. Číslo muselo být namalovanané na dřevěné desce a přibito nad hlavním vchodem.
V roce 1864 byl založen nový územní plán města pod vlivem města Nikolaistad, nyní Vaasa, které bylo přestavěno po zničujícím požáru v roce 1852. Spolu s novým plánem města byl rozšířen prostor výstavby, takže ulice byla rozšířena směrem na Brogatan na západě až k Häradshövdingegatanu na východě. Zároveň byla ulice rozšířena z původních 4-5 metrů na 18 metrů a došlo k jejímu rozdělení na vozovku, chodníky a okrasné záhony (rabata). Tyto přibližně 3 metry široké záhony měly být osázeny květinami a keři na náklady majitelů domů. Ti též přijali závazek domy oplotit maximálně 1,8 m vysokým, vkusným plotem. Tyto povinnosti se však nevztahovaly na již rozvinuté oblasti.
V roce 1866 bylo vyhláškou stanoveno, že na okraji chodníků musely být v pravidelných intervalech vysázeny listnaté stromy a tak byly podél západní části vysázeny břízy. Nicméně ve velkém výsadba stromů započala ve velkém až po požáru v roce 1888, přičemž v roce 1892 bylo rozhodnuto, že nejvhodnějším stromem k výsadbě podél chodníků je bříza.
Přestavba centra v roce 1950-1960 měla vliv též na budovy na hlavní ulici. Některé staré dřevěné domy byly zachovány, ostatní čekala demolice a byly nahrazeny moderními domy, jako například čtyřpatrovým Domusvaruhuset (obchodní dům, nyní MVG-gallerian) z roku 1963, jehož jedna strana se táhne podél hlavní ulice.
V roce 2002 byla obnovena část v centru města, mezi ulicemi Renmarkstorget a Västra Rådhusgatan, aby získala původní vzhled. Dostala 6,5 m širokou vozovku a 5 m široký chodník s břízami na obou stranách ulice. Mezi stromy byla přidána podélná parkovací stání.
Podél ulice stojí řada památkově chráněných budov: Gamla lasarettet (stará nemocnice), Bagare Thillmans gård (Thillmansova pekárna), Gamla slöjdskolan (škola starých řemesel), bytový dům Löjtnant Grahns gård, odvolací soud pro horní Norrland, Färgare Höglanders gård, přístavní sklad von Ahnska magasinet, starý bankovní dům Gamla bankhuset, budova spořitelny, radnice, obchodní banka, Riksbankshuset, Moritzska gården - dřevěná stavba od Sandgrena z roku 1891, Scharinska villan, růžová stavba č. 63-65 u parku Döbelns, Ringstrandska Villan, rezidence guvernéra a Umeå gamla fängelse.